# Janusz Kowalski
Janusz Kowalski (Świebodzin, Voivodat de Lubusz, 8 de juny de 1952) va ser un ciclista polonès. Del seu palmarès destaca el Campionat del món amateur de 1974 i la Volta a Polònia de 1976.

## Palmarès
- 1973
  - Vencedor d'una etapa de la Volta a Polònia
- 1974
  -  Campió del món en ruta amateur
- 1975
  - 1r al Małopolski Wyścig Górski
  - 1r a la Volta a Bulgària
  - Vencedor d'una etapa de la Milk Race
- 1976
  - 1r a la Volta a Polònia i vencedor d'una etapa
- 1979
  - Vencedor d'una etapa de la Volta a Polònia